# Elf Me
Elf Me è un film italiano del 2023 diretto dal duo YouNuts!.
Prodotto dagli Amazon Studios insieme alla Goon Films di Gabriele Mainetti e alla Lucky Red di Andrea Occhipinti, il film è stato scritto dallo stesso Mainetti insieme a Marcello Cavalli, Tommaso Renzoni e i fumettisti Giovanni Gualdoni e Leo Ortolani.

## Distribuzione
Il film è stato distribuito il 24 novembre 2023 sulla piattaforma Prime Video.